# Edgar Jenokjan
Edgar Jenokjan (* 20. července 1986 Jerevan) je bývalý arménský zápasník–volnostylař.

## Sportovní kariéra
Pochází ze zápasnické rodiny. Zápasení se věnoval od 10 let v rodném Jerevanu pod vedením Edika Tunjance. Specializoval se pro Armény netradičně na volný styl. Vrcholově se připravoval pod vedením svého otce Ranta. V arménské mužské reprezentaci se pohyboval od roku 2005 ve váze do 84 kg. Do olympijského roku 2008 šel ve vyšší váze do 96 kg, ve které narazil na konkurenci v podobě Dagestánce Šamila Gitinova. Jejich vzájemná rivalita nakonec nevedla k zisku účastnické kvóty na olympijských hrách v Pekingu.
V roce 2011 utrpěl v přípravě na mistrovství světa v Istanbulu zranění nohy. V olympijském roce 2012 do turnajů olympijské kvalifikace výrazně nepromluvil a na olympijských hrách v Londýně nestartoval. V roce 2016 arménští funkcionáři angažovali bývalého špičkového osetského zápasníka Giorgi Ketojeva, proti kterému v arménské olympijské kvalifikaci na olympijské hry v Riu neuspěl. Po skončení sportovní kariéry v roce 2017 se věnuje trenérské práci.

## Výsledky
| Turnaj             | 2004 | 2005 | 2006 | 2007 | 2008 | 2009 | 2010 | 2011 | 2012 | 2013 | 2014 | 2015 |
| Turnaj             | 18   | 19   | 20   | 21   | 22   | 23   | 24   | 25   | 26   | 27   | 28   | 29   |
| Turnaj             | -74  | -84  | -84  | -96  | -96  | -96  | -96  | -96  | -96  | -96  | -97  | -97  |
| ------------------ | ---- | ---- | ---- | ---- | ---- | ---- | ---- | ---- | ---- | ---- | ---- | ---- |
| Olympijské hry     | —    |      |      |      | —    |      |      |      | —    |      |      |      |
| Mistrovství světa  |      | —    | —    | úč.  |      | úč.  | úč.  | —    |      | úč.  | —    | úč.  |
| Evropské hry       |      |      |      |      |      |      |      |      |      |      |      | —    |
| Mistrovství Evropy | —    | úč.  | —    | —    | úč.  | 3.   | —    | 5.   | —    | úč.  | 8.   | —    |
| MS juniorů         |      | —    | 2.   |      |      |      |      |      |      |      |      |      |
| ME juniorů         | úč.  | 5.   | 5.   |      |      |      |      |      |      |      |      |      |